# پارک یو نا
پارک یو نا (کره‌ای: 박유나؛ زادهٔ ۲۳ دسامبر ۱۹۹۷) بازیگر اهل کره جنوبی است. او به خاطر ایفای نقش در مجموعه‌های تلویزیونی آی‌دی من خوشگل گانگنامه (۲۰۱۸)، قلعه آسمان (۲۰۱۸)، هتل دل لونا (۲۰۱۹) و زیبایی حقیقی (۲۰۲۰–۲۰۲۱) شناخته می‌شود.

## فیلم‌شناسی
| سال  | نام                         | کاراکتر  |
| ---- | --------------------------- | -------- |
| ۲۰۲۱ | روز سفید: محدودیت شکسته شده | سو یونگ  |
| ۲۰۲۲ | مرد منطق                    | جین آه   |
| ۲۰۲۳ | لانگ دیستنس                 | تائه این |

### مجموعه تلویزیونی
| سال     | نام                    | کاراکتر                   | شبکه       | توضیحات                      | منابع  |
| ------- | ---------------------- | ------------------------- | ---------- | ---------------------------- | ------ |
| ۲۰۱۵    | به سلامتی              | کیم کیونگ اون             | کی‌بی‌اس۲    |                              | [ ۱ ]  |
| ۲۰۱۵–۱۶ | شش اژدهای پرنده        |                           | اس‌بی‌اس     |                              |        |
| ۲۰۱۷    | غریبه                  | کوان مین آه / کیم گا یونگ | تی‌وی‌ان     |                              | [ ۲ ]  |
| ۲۰۱۷    | مودولاو                |                           | تی‌وی‌ان     |                              |        |
| ۲۰۱۷    | پکیج                   | نا هیون                   | جی‌تی‌بی‌سی   |                              | [ ۳ ]  |
| ۲۰۱۸    | آی‌دی من خوشگل گانگنامه | یو اون                    | جی‌تی‌بی‌سی   |                              | [ ۴ ]  |
| ۲۰۱۸    | درام ویژه              | جو یونگ جو                | کی‌بی‌اس۲    | قسمت: «So Close, Yet So Far» | [ ۵ ]  |
| ۲۰۱۸–۱۹ | قلعه آسمان             | چا سه ری                  | جی‌تی‌بی‌سی   |                              | [ ۶ ]  |
| ۲۰۱۹    | دو قلب                 | یو سون وو                 | ناور       |                              | [ ۷ ]  |
| ۲۰۱۹    | هتل دل لونا            | لی می را / پرنسس سونگ هوا | تی‌وی‌ان     |                              |        |
| ۲۰۲۰–۲۱ | زیبایی حقیقی           | کانگ سو جین               | تی‌وی‌ان     |                              | [ ۸ ]  |
| ۲۰۲۲    | پلیس‌های تازه‌کار        | کی ها نا                  | دیزنی پلاس |                              | [ ۹ ]  |
| ن/م     | It's You Without End   | سونگ نا ری                | دیزنی پلاس |                              | [ ۱۰ ] |